# أوتش درة مغانلي اغامعلي (قشلاق الشرقي)
أوتش درة مغانلي اغامعلي (بالفارسية: اوچ دره مغانلو اغامعلی) هي منطقة سكنية تقع في إيران في قسم قشلاق الشرقي الريفي. يقدر عدد سكانها بـ 144 نسمة .